# Fly on the Wall Tour
Fly on the Wall Tour – dziewiąta trasa koncertowa grupy muzycznej AC/DC, w jej trakcie odbyło się osiemdziesiąt jeden koncertów.

## Program pierwszego koncertu
1. „Fly on the Wall”
2. „Back in Black”
3. „Shake Your Foundations”
4. „Dirty Deeds Done Cheap”
5. „You Shook Me All Night Long”
6. „Playing with Girls”
7. „Have a Drink on Me”
8. „Bad Boy Boogie”
9. „First Blood”
10. „Highway To Hell”
11. „Sink the Pink”
12. „Whole Lotta Rosie”
13. „Let There Be Rock"

Bisy:
1. „Hells Bells”
2. „T.N.T.”
3. „For Those About to Rock"

## Program koncertów
1. „Fly on the Wall”
2. „Back in Black”
3. „Shake Your Foundations”
4. „Dirty Deeds Done Cheap”
5. „Jailbreak”
6. „The Jack”
7. „Shoot to Thrill”
8. „Highway to Hell”
9. „Sink the Pink”
10. „Whole Lotta Rosie”
11. „Let There Be Rock"

Bisy:
1. „Hells Bells”
2. „T.N.T.”
3. „For Those About to Rock (We Salute You)”

## Lista koncertów

### Koncerty w 1985
1. 4 września 1985 – Binghamton, Nowy Jork, USA – Broome County Veterans Memorial Arena
2. 5 września 1985 – Glens Falls, Nowy Jork, USA – Glen Falls Civic Center
3. 6 września 1985 – Worcester, Massachusetts, USA – Worcester Centrum
4. 7 września 1985 – Filadelfia, Pensylwania, USA – Spectrum
5. 8 września 1985 – Erie, Pensylwania, USA – Erie Civic Center
6. 10 września 1985 – Pittsburgh, Pensylwania, USA – Pittsburgh Civic Arena
7. 11 września 1985 – Rochester, Nowy Jork, USA – Rochester Community War Memorial
8. 12 września 1985 – New Haven, Connecticut, USA – New Haven Coliseum
9. 13 września 1985 – Boston, Massachusetts, USA – Boston Garden
10. 14 września 1985 – East Rutherford, New Jersey, USA – Brendan Byrne Arena
11. 15 września 1985 – Baltimore, Maryland, USA – Baltimore Civic Center
12. 17 września 1985 – Hampton, Wirginia, USA – Hampton Coliseum
13. 19 września 1985 – Detroit, Michigan, USA – Alpine Valley Music Theater
14. 21 września 1985 – Rosemont, Illinois, USA – Rosemont Horizon
15. 22 września 1985 – Richfield, Ohio, USA – Richfield Coliseum
16. 23 września 1985 – Toronto, Kanada – Maple Leaf Gardens
17. 25 września 1985 – Trotwood, Ohio, USA – Hara Arena
18. 27 września 1985 – Indianapolis, Indiana, USA – Market Square Arena
19. 28 września 1985 – Cedar Rapids, Iowa, USA – Five Seasons Center
20. 29 września 1985 – Bloomington, Minnesota, USA – Met Center
21. 1 października 1985 – Saginaw, Michigan, USA – Wendler Arena
22. 3 października 1985 – Springfield, Illinois, USA – Prairie Capital Convention Center
23. 4 października 1985 – Kansas City, Missouri, USA – Kemper Arena
24. 6 października 1985 – Des Moines, Iowa, USA – Veterans Memorial Auditorium
25. 7 października 1985 – St. Louis, Missouri, USA – Kiel Auditorium
26. 9 października 1985 – Valley Center, Kansas, USA – Kansas Coliseum
27. 10 października 1985 – Oklahoma City, Oklahoma, USA – Myriad Convention Center
28. 11 października 1985 – Austin, Teksas, USA – Frank Erwin Center
29. 12 października 1985 – Dallas, Teksas, USA – Reunion Arena
30. 13 października 1985 – Houston, Teksas, USA – Southern Star Amphitheater
31. 14 października 1985 – San Antonio, Teksas, USA – San Antonio Convention Center
32. 17 października 1985 – Phoenix, Arizona, USA – Phoenix Municipal Stadium
33. 18 października 1985 – Inglewood, Kalifornia, USA – Kia Forum
34. 19 października 1985 – Oakland, Kalifornia, USA – Oakland Coliseum
35. 20 października 1985 – Reno, Nevada, USA – Lawlor Events Center
36. 21 października 1985 – Costa Mesa, Kalifornia, USA – Pacific Amphitheatre
37. 23 października 1985 – Salt Lake City, Utah, USA – Salt Palace
38. 25 października 1985 – Denver, Kolorado, USA – McNichols Sports Arena
39. 26 października 1985 – Albuquerque, Nowy Meksyk, USA – Tingley Coliseum
40. 27 października 1985 – El Paso, Teksas, USA – El Paso County Coliseum
41. 29 października 1985 – Bloomington, Minnesota, USA – Met Center
42. 5 listopada 1985 – Lakeland, Floryda, USA – Lakeland Civic Center
43. 6 listopada 1985 – Pembroke Pines, Floryda, USA – Hollywood Sportatorium
44. 7 listopada 1985 – Jacksonville, Floryda, USA – Jacksonville Coliseum
45. 8 listopada 1985 – Charlotte, Karolina Północna, USA – Charlotte Coliseum
46. 9 listopada 1985 – Knoxville, Tennessee, USA – Civic Coliseum
47. 11 listopada 1985 – Biloxi, Missisipi, USA – Mississippi Coast Coliseum
48. 14 listopada 1985 – Louisville, Kentucky, USA – Commonwealth Convention Center
49. 15 listopada 1985 – Nashville, Tennessee, USA – Municipal Auditorium
50. 16 listopada 1985 – Atlanta, Georgia, USA – Omni Coliseum
51. 17 listopada 1985 – Greensboro, Karolina Północna, USA – Greensboro Coliseum
52. 19 listopada 1985 – Waszyngton, USA – Washington Convention Center
53. 20 listopada 1985 – Bethlehem, Pensylwania, USA – Stabler Arena
54. 21 listopada 1985 – Uniondale, Nowy Jork, USA – Nassau Coliseum
55. 22 listopada 1985 – Providence, Rhode Island, USA – Providence Civic Center
56. 24 listopada 1985 – Portland, Oregon, USA – Cumberland County Civic Center
57. 2 grudnia 1985 – Saint Paul, Minnesota, USA – St. Paul Civic Center

### Koncerty w 1986
1. 13 stycznia 1986 – Manchester, Anglia – Manchester Apollo
2. 14 stycznia 1986 – Whitley Bay, Anglia – Whitle Bay Ice Rink
3. 16 stycznia 1986 – Londyn, Anglia – Wembley Arena
4. 17 stycznia 1986 – Londyn, Anglia – Wembley Arena
5. 19 stycznia 1986 – Birmingham, Anglia – National Exhibition Centre
6. 20 stycznia 1986 – Birmingham, Anglia – National Exhibition Centre
7. 22 stycznia 1986 – Edynburg, Szkocja – Edinburgh Playhouse
8. 23 stycznia 1986 – Edynburg, Szkocja – Edinburgh Playhouse
9. 25 stycznia 1986 – Bruksela, Belgia – Vorst Natioonal
10. 27 stycznia 1986 – Hamburg, Niemcy Zachodnie – Ernst-Meck-Halle
11. 29 stycznia 1986 – Essen, Niemcy Zachodnie – Grugahalle
12. 30 stycznia 1986 – Frankfurt, Niemcy Zachodnie – Festhalle Frankfurt
13. 1 lutego 1986 – Monachium, Niemcy Zachodnie – Rudi-Sedlmayer-Halle
14. 2 lutego 1986 – Zurych, Szwajcaria – Hallenstadion
15. 4 lutego 1986 – Heidelberg, Niemcy Zachodnie – Rhein-Neckar-Halle
16. 5 lutego 1986 – Stuttgart, Niemcy Zachodnie – Sporthalle
17. 6 lutego 1986 – Neunkirchen am Brand, Niemcy Zachodnie – Hemmerleinhalle
18. 7 lutego 1986 – Würzburg, Niemcy Zachodnie – Carl-Diem-Halle
19. 9 lutego 1986 – Malmö, Szwecja – Malmö Isstadion
20. 10 lutego 1986 – Drammen, Norwegia – Drammenshallen
21. 12 lutego 1986 – Helsinki, Finlandia – Icehalle
22. 14 lutego 1986 – Sztokholm, Szwecja – Johanneshovs Isstadion
23. 15 lutego 1986 – Göteborg, Szwecja – Scandinavium
24. 16 lutego 1986 – Kopenhaga, Dania – Falkoner Theatre